# Gustav Kühn (Agronom)
Gustav Kühn  (* 20. Januar 1840 in Paris; † 2. April 1892 in Leipzig) war ein deutscher Agrikulturchemiker. Sein Forschungsschwerpunkt war die Tierernährungs- und Fütterungslehre.

## Leben und Wirken
Gustav Kühn war der Sohn eines Philologen, der wegen seiner Aktivitäten als Leipziger Burschenschafter 1824 verhaftet wurde und nach seiner Freilassung 1826 nach Paris auswanderte.  1848 kehrte er mit seiner Familie nach Leipzig zurück, weil er seine beiden Söhne als gute Deutsche erziehen wollte.  Gustav Kühn besuchte deshalb ab Ostern 1849 das Sankt Nicolai-Gymnasium in Leipzig und legte dort 1857 die Reifeprüfung ab. Anschließend studierte er ab dem Wintersemester 1857 Naturwissenschaften an den Universitäten Leipzig, Göttingen und ab Ostern 1860 in Greifswald, wo er ein Jahr später promovierte (Ueber die Einwirkung des trocknen Chlorwasserstoffs auf Hydrobenzamid bei erhöhter Temperatur). In Greifswald wurde er Mitglied der Burschenschaft Rugia.
Ab 1862 arbeitete Kühn als wissenschaftlicher Assistent bei dem Agrikulturchemiker Wilhelm Henneberg an der Landwirtschaftlichen Versuchsstation Weende bei Göttingen. 1866 übernahm er die Leitung der Landwirtschaftlichen Versuchsstation Braunschweig. Von 1867 bis zu seinem frühen Tode leitete er die Landwirtschaftliche Versuchsstation Möckern bei Leipzig, die sich unter seiner Ägide zu einer hochangesehenen Forschungsstätte entwickelte.
Das zentrale Arbeitsgebiet von Kühn war die Tierernährung. Zu den Schwerpunkten seiner experimentellen Forschungstätigkeit gehörten dabei Fütterungsversuche bei Haustieren, Fragen der Verdaulichkeit von Futtermitteln, Grundlagen der Fettbildung im Tierkörper und der Einfluss unterschiedlicher Fütterung auf die Milchproduktion des Rindes. Die Ergebnisse seiner Experimente hat er vor allem in der Zeitschrift Die landwirthschaftlichen Versuchs-Stationen, im Journal für Landwirthschaft und in der Sächsischen Landwirthschaftlichen Zeitschrift veröffentlicht. 1871 wurde ihm der Titel (außerordentlicher) Professor und 1877 der Sächsische Albrechtsorden I. Klasse verliehen. Im Sommer 1884 wurde er ordinierter Professor und 1892 zum Geheimen Hofrat ernannt. Im Jahr 1891 wurde er zum Mitglied der Leopoldina gewählt. In Leipzig-Möckern wurde die Gustav-Kühn-Straße nach ihm benannt.

## Publikationen (Auswahl)
- Was hat die landwirthschaftliche Praxis von den agrikulturchemischen Versuchsstationen nach dem gegenwärtigen von diesen eingenommenen Standpuncte zu erwarten? In: Journal für Landwirthschaft Bd. 14, 1866, S. 114–123.
- Versuche über den Einfluß wechselnder Ernährung auf die Milchproduktion sowie über die Ausnutzung des Rauhfutters (Wiesenheu) und deren Veränderung durch Zugabe leichtverdaulichen Beifutters, von Gustav Kühn u. Moritz Fleischer, Chemnitz, 1869.
- Versuche über den Einfluß der Ernährung auf die Milchproduction des Rindes in den Jahren 1870 - 1873 auf der landwirthsch. Versuchsstation Möckern, Göttingen, 1874.
- G. Kühn und O. Neubert: Versuche über die Verdaulichkeit der Weizenkleie und deren Veränderung durch verschiedene Arten der Zubereitung und Verabreichung, sowie über die Verdaulichkeit des Wiesenheues in trockenen und angefeuchteten Zustande. In: Die landwirthschaftlichen Versuchs-Stationen Bd. 29, 1883, S. 1–214.
- Fütterungsversuche mit Grünklee, von Gustav Kühn, 1888.